# Rubén Navarro
Rubén Navarro Méndez (* 6. Juni 1978 in Sallent de Llobregat, Barcelona, Katalonien) ist ein spanischer Fußballspieler, der momentan beim katalanischen Zweitligisten Gimnàstic de Tarragona unter Vertrag steht.
Navarro ist ein Eigengewächs des FC Valencia. Er kam am 15. Juni 1997 zum ersten Mal in der Primera División zum Einsatz, Valencia landete einen 2:1-Heimsieg gegen Real Oviedo. Der Sturm konnte sich jedoch in der ersten Liga nicht durchsetzen. Im Sommer 1999 wechselte er zu CD Numancia. In seiner ersten Saison in Soria schaffte er mit dem Verein den Klassenerhalt, im zweiten Spieljahr konnte der Abstieg in die Segunda División als Tabellenletzter trotz seiner zehn Saisontreffer nicht verhindert werden. 2001 wechselte er wieder in die Primera División zu Deportivo Alavés, dem Klub, der im gleichen Jahr mit dem Einzug in das UEFA-Pokal-Finale den größten Erfolg der Vereinsgeschichte erreichte. Navarro belebte das Offensivspiel von El Glorioso ("der Glorreiche") und wurde Leistungsträger. Im Jahr 2007 entschied sich Navarro zu einem Wechsel zu Hércules Alicante. Der Spanier wurde schon als Fehleinkauf abgestempelt, als er es am 5. April allen Kritikern zeigte. Er erzielte im Spiel gegen Sevilla Atlético beim 8:0-Kantersieg einen lupenreinen Hattrick.
Im Juni 2009 kehrte er nach fast 15 Jahren ablösefrei nach Katalonien zurück. Er unterzeichnete einen Zweijahresvertrag bei Gimnàstic de Tarragona.